# Victoria (cartier în Constanța)
Victoria este un cartier din Constanța, în jurul răspântiei unde de întâlnesc bulevardul Tomis, strada Ion Rațiu și strada Poporului. Își trage numele de la un restaurant care funcționa aici înainte de 1995. Se află între cartierele Tomis I, Tomis II și Tomis III. Nu are existență administrativă.
 Acest articol despre o localitate din județul Constanța este deocamdată un ciot. Puteți ajuta Wikipedia prin completarea lui.